# Mesosemia ultio
Mesosemia ultio är en fjärilsart som beskrevs av Jacob Hübner 1816. Mesosemia ultio ingår i släktet Mesosemia och familjen Riodinidae. Inga underarter finns listade i Catalogue of Life.